# Tymákov
Tymákov är en ort i Tjeckien.   Den ligger i regionen Plzeň, i den västra delen av landet, 80 km sydväst om huvudstaden Prag. Tymákov ligger 401 meter över havet och antalet invånare är 648.
Terrängen runt Tymákov är lite kuperad. Runt Tymákov är det ganska glesbefolkat, med 34 invånare per kvadratkilometer. Närmaste större samhälle är Plzeň, 10,0 km väster om Tymákov. I omgivningarna runt Tymákov växer i huvudsak blandskog.